# Фототаксис насекомых

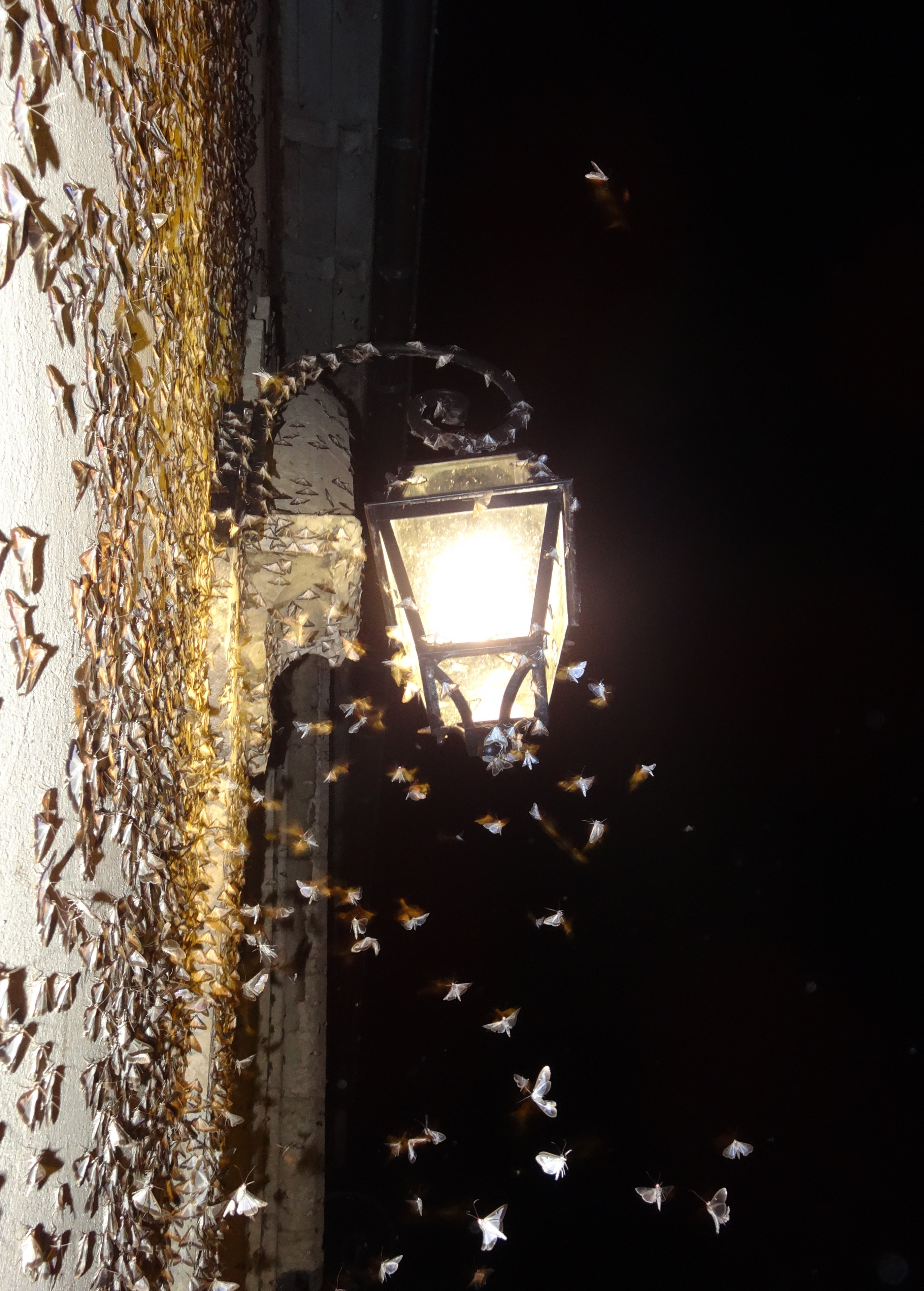
Самшитовые огнёвки, привлечённые на свет фонаря

Фототаксис насекомых (от др.-греч. φως / φωτος — свет и τάξις — строй, порядок, расположение по порядку) — свойство насекомых ориентироваться и двигаться по направлению к или от источника света. Существует как положительный фототаксис (движение происходит в направлении к источнику света), так и отрицательный фототаксис — движение происходит в противоположном направлении.
Фототаксис часто проявляется у насекомых. Наиболее обычным его примером является прилёт многих насекомых ночью на источник света или уход в дневное время ночных видов в укрытые тёмные места.

## Воздействие света на насекомых
Природные источники света — Солнце, Луна, отражающая несколько изменённый тот же солнечный свет, свечение верхних слоев атмосферы, заметное только в ночное время, а также свет звёзд. Жизнь насекомых целиком адаптирована к данным источникам света, интенсивность излучения которых у земной поверхности является регулярным (то есть для насекомого она не имеет градиента), а их изменения подвержены определенным закономерностям. Суточные изменения освещенности характеризуются регулярностью, так как происходят по астрономическим причинам.
Уровень освещенности прежде всего зависит от высоты Солнца над горизонтом и является определяющим фактором для способности насекомых к полёту. Насекомые обычно не летают, если они не способны различать окружающие предметы, которые могут быть препятствием на траектории полёта. Снижение освещенности вплоть до сумеречной является практически непреодолимым препятствием для полета большинства видов дневных насекомых. Ночные же насекомые обладают способностью к полету даже при крайне низких уровнях освещенности благодаря особым приспособлениям в строении их зрительного аппарата. Именно уровень освещенности является главным фактором, определяющим время лёта насекомых.
Положительный либо отрицательный фототаксис зависит от вида насекомого и его
образа жизни. Помимо этого, реакции на свет определяются возрастом и физиологическим
состоянием, температурой и влажностью окружающего воздуха, временем суток, сезоном, а также уровнем нервного возбуждения самого насекомого. Одни виды всегда демонстрируют положительный фототаксис (бабочки кольчатого шелкопряда Malacosoma neustria), другие — нейтральны по отношению к свету (жуки-кожееды рода Anthrenus) или же всегда демонстрируют отрицательный фототаксис (многие ночные жуки-чернотелки). Определенная связь между реакцией на свет и временем активности отсутствует. При этом ночные виды насекомых часто предпочитают оставаться либо
только в темноте, либо только на свету, в то время как дневные виды никогда не остаются постоянно в темноте. Пещерные виды нейтральны по отношению к свету.
Личинки комнатной мухи обладают отрицательным фототаксисом и уходят с света, при этом взрослые мухи характеризуются положительным фототаксисом и наоборот летят к свету. Во время плавания многие водные насекомые, например нимфы подёнок, сохраняют дорсовентральное положение тела (правая сторона кверху), ориентируясь на лучи идущего сверху света. Некоторые насекомые реагируют не только на свет в целом, но также и на определенные длины световых волн.

## Лёт насекомых на искусственный свет

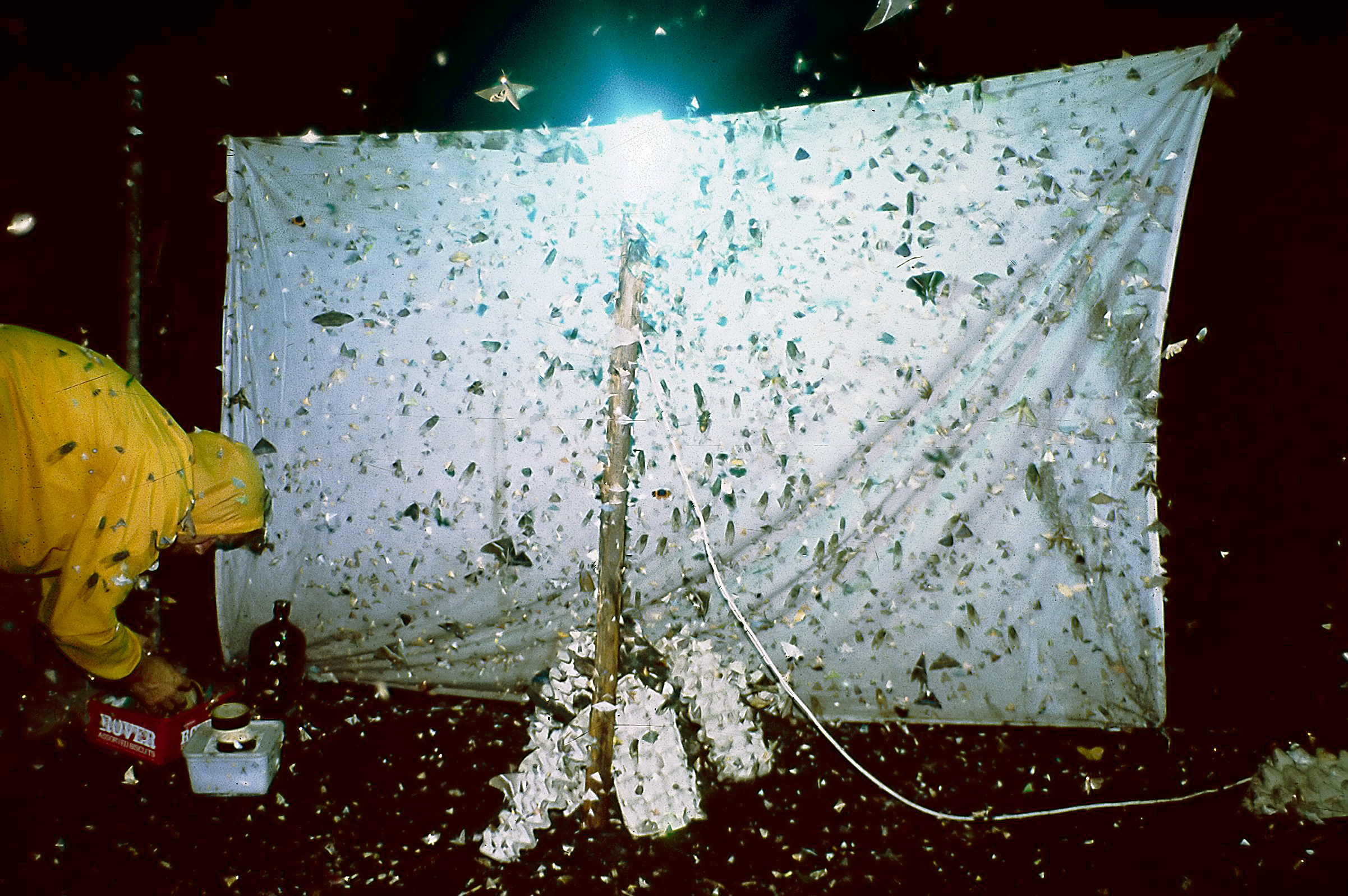
Ночные бабочки, прилетевшие к световой ловушке. Бруней

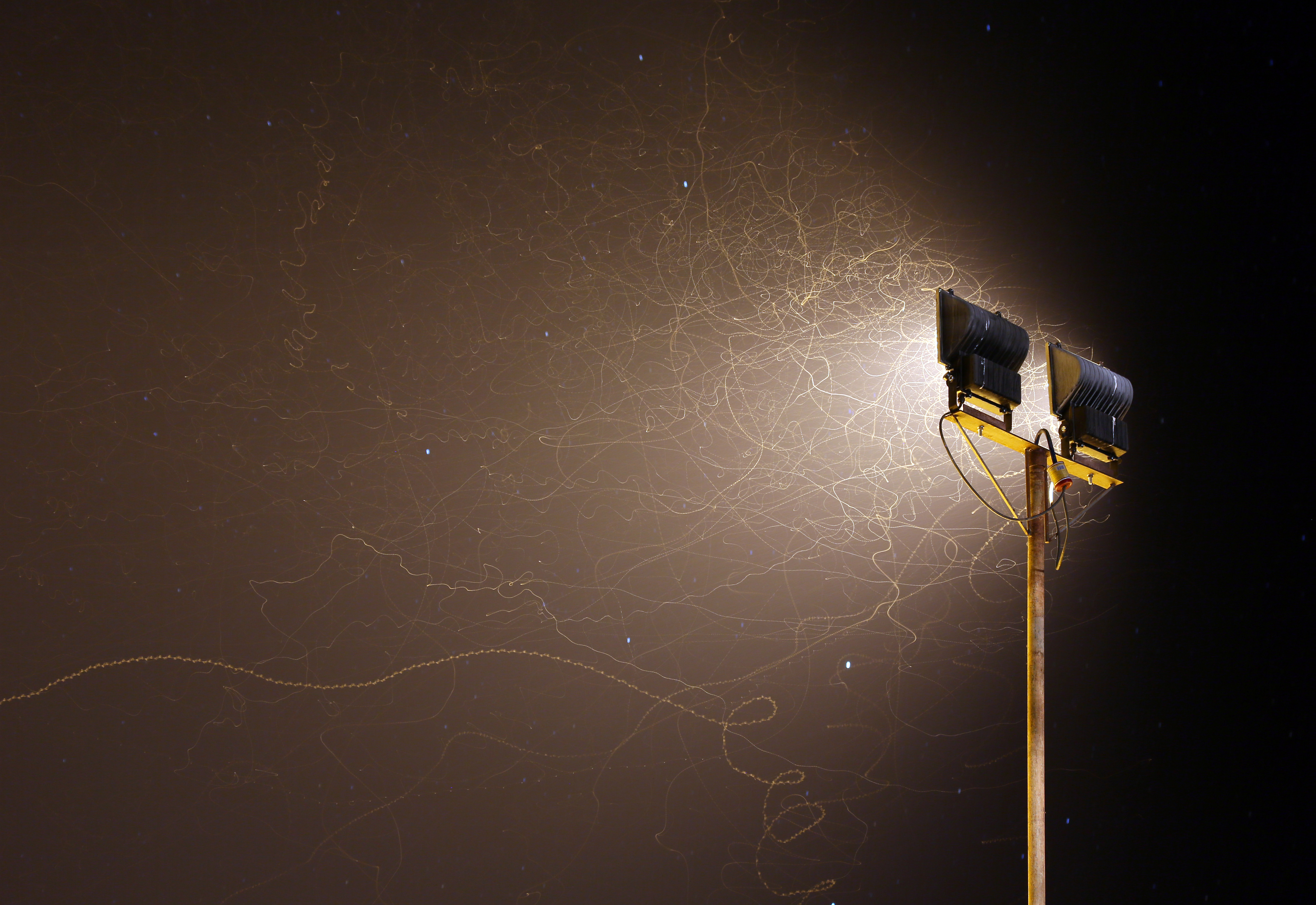
Фотография насекомых, привлечённых светом прожектора, выполненная на длительной выдержке. Хорошо видны траектории полёта, представляющие собой сложные ломаные кривые

Лёт насекомых на свет — парадоксальное явление. Так, летящее насекомое, увидев источник искусственного света, поворачивает к нему и приближается. Поблизости от источника света у насекомого часто нарушаются ориентация и координация движений.
На свет летят представители почти всех современных отрядов насекомых с разнообразной экологией и образом жизни. В первую очередь, это насекомые, активность которых протекает в сумерках и ночью, но иногда к источникам света могут также прилетать и типично дневные виды. Прилёт дневных насекомых ночью к источникам искусственного света обычно объясняется тем, что они ранее оставались вблизи от источника света ещё с вечера либо что-то их потревожило. В опытах на дневных насекомых, находящихся в садке и принявших ночью позу «сна» — например, дневные бабочки: траурница, павлиний  глаз, будучи потревоженными механическим подталкиванием, летят на свет вместе с ночными бабочками.
В целом лёт на свет не ограничен исключительно ночным временем. На свет искусственных источников, обладающих УФ-излучением, в дневное время под пологом леса прилетает большое количество мелких дневных насекомых.
В опытах дневных насекомых днем выпускали в комнату с занавешенными окнами и горящей лампой. Насекомые летели на свет лампы аналогично тому, как и ночные насекомые в ночное время. Во время полного солнечного затмения днем на свет летят как сумеречные, так и активные в дневное время насекомые.
Если источник искусственного света располагается недалеко от водоёма, то к нему в большом количестве прилетают насекомые, связанные с водой: подёнки, ручейники, а также обитающие в воде водные клопы и жуки. В случае, когда источник света помещается под водой или у ее поверхности, то на свет приплывают имаго и личинки водных жуков (плавунцов и водолюбов), личинки комаров, стрекоз и подёнок.
Приход нелетающих видов насекомых к источникам искусственного света наблюдается гораздо реже. Отмечено появление у ламп рабочих особей муравьев, бескрылых самок ос-тифий, нелетающих жужелиц, нелетающей самки усача Комарова.
Количество насекомых, прилетающих к одному источнику света за одну ночь, варьирует. Так в средних широтах, оно может достигать тысяч, а в тропиках — десятков тысяч особей. Порой
лёт отдельных видов или групп видов может носить массовый характер. В Южной Америке
прилетающие на свет фонарей бабочки массово могут повисать на проводах, что нередко приводит к их обрыву. Известен случай вынужденной остановки поезда около Феодосии из-за громадных количеств жужелиц Ophonus calceatus, покрывших собой железнодорожные пути, освещенные фонарями.
Траектория полёта насекомых поблизости от источника света обычно представляет собой сложную ломаную кривую. Часто происходит нарушение координации движений, и насекомые иногда падают на землю.
Насекомые привлекаются не только точечными источниками света, но и освещенным экраном. Насекомые не летят в сторону Луны или Солнца, хотя возможен их лёт в сторону утренней зари. Для некоторых насекомых особенно привлекательно УФ-излучение. Спустя некоторое время после прилета к источнику света насекомые могут покинуть освещенную зону.
Насекомые, занимающиеся какой-либо деятельностью, например питанием, длительное время могут находиться поблизости от источника искусственного света, никак не реагируя на него. Например, линейчатые бражники на плантациях жасмина в условиях низкой сумеречной освещенности продолжают кормиться на цветах, не реагируя на находящиеся поблизости кварцевые лампы. Их лёт на свет начинается, когда природная освещенность становится уже настолько низкой, что они не могут находить нектар на цветках.

### Причины лёта на свет
Поиск научных причин лёта на свет ночных насекомых привлекает внимание исследователей с XIX века. За обозримый научный период изучение лёта насекомых на свет послужило основой для публикации более чем 2,5 тысяч публикаций, преимущественно статей и заметок.
Существует ряд гипотез, которые пытаются объяснить явление лёта насекомых на свет, однако единой теории до сих пор не существует. Современные теории в полной мере не могут объяснить природу данного явления и тот факт, что в одной систематической группе на уровне рода одни его представители летят на свет, а другие — нет.

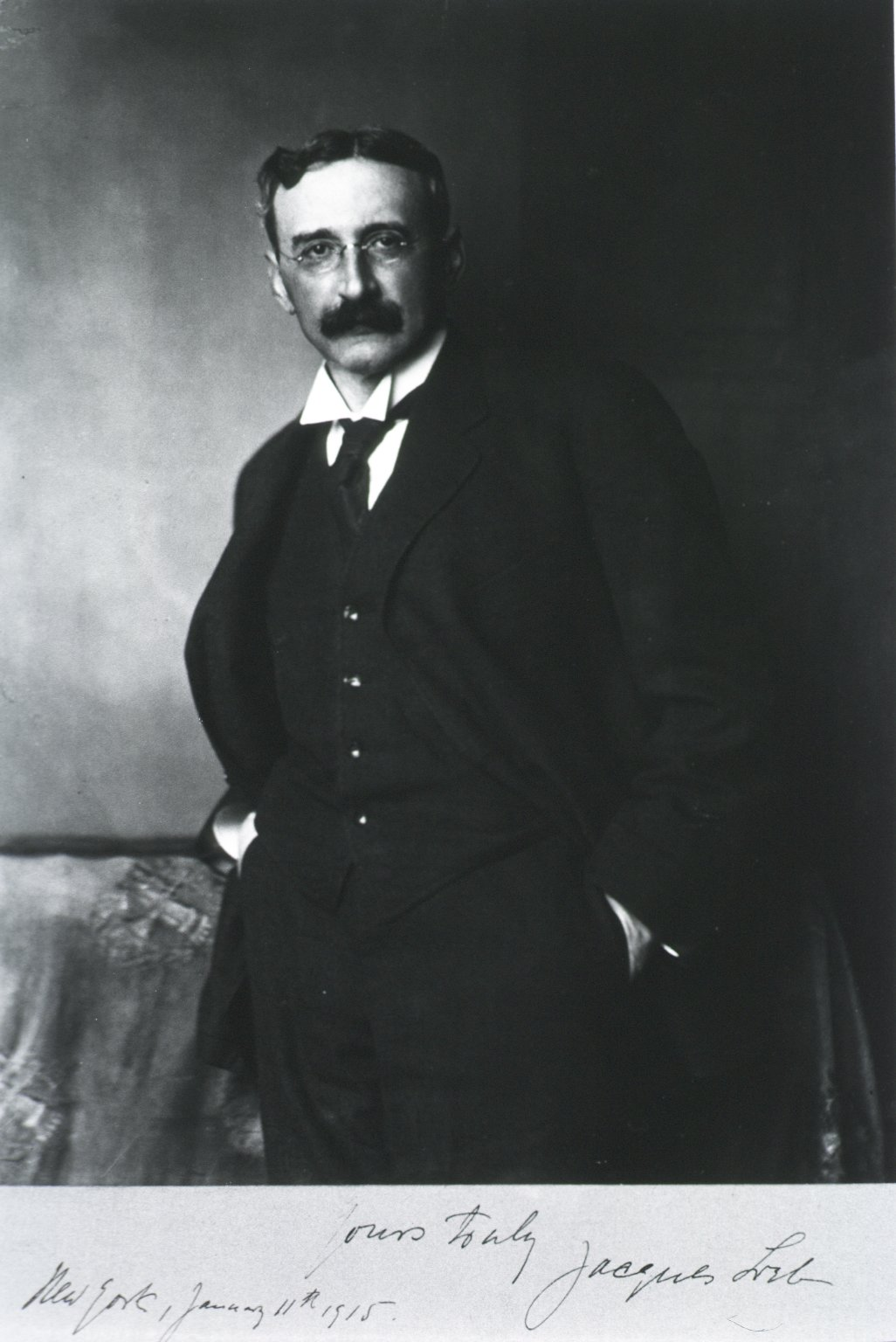
Жак Лёб

Одна из самых первых принадлежит биологу Жаку Лёбу. В 1924 году он обратил внимание на взаимосвязь между тонусом конечностей насекомых и потока света, падающего на их глаза. С помощью экспериментов он показал, что освещение левого глаза приводит к увеличению тонуса мышц с правой стороны и наоборот. Соответственно, увеличение тонуса вызывает к более энергичной работе мускулатуры с неосвещенной стороны, в результате чего насекомое поворачивается к источнику света (тропотаксис). Однако, в современных опытах насекомые, у которых один глаз замазывали непрозрачным лаком, в результате более высокого тонуса конечностей с одной стороны тела, описывали круги плоскости (т. н. манежные движения). Но спустя некоторое время ослепленное на один глаз насекомое переставало двигаться по кругу и начинало вести себя так, будто у него сохранились видящими оба глаза — они летели к источнику света подобно насекомым с двумя функционирующими глазами. Таким образом, механизм, описанный Лёбу, недостаточен для объяснения привлечения насекомых к источникам искусственного света. Он не позволяет обосновать, почему насекомое, прилетевшее к источнику искусственного света, со временем может покидать освещенную зону, а также обосновать особую привлекательность ультрафиолетового излучения, чувствительность глаз насекомого которому не является сильно высокой. Также в дикой природе насекомые летают под различными углами по отношению к свету от Солнца и Луны и не поворачивают к этим источникам света, как должно было бы быть на основании механизмов Лёба.

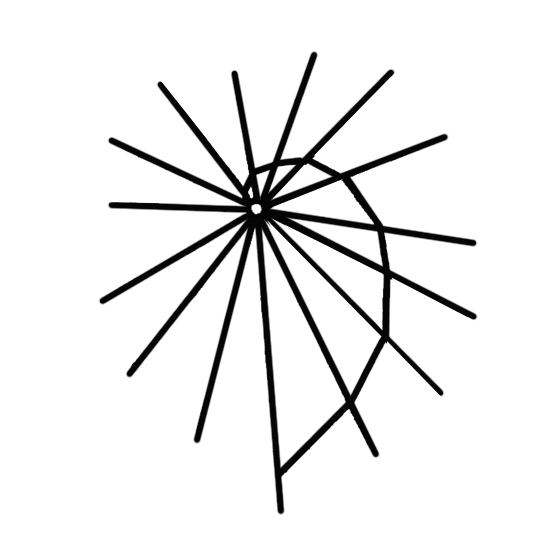
Схематическая траектория летящего на свет насекомого, сохраняющего постоянный̆ угол к лучам света (логарифмическая спираль).

Другая гипотеза была предложена Вольфгангом Будденброком в 1917 году. У насекомых иногда может наблюдаться менотаксис — движение под определенным углом к лучам света. Насекомое легко осуществляет это, сохраняя изображение источника света в одном определённом или нескольких омматидиях своего глаза. Если насекомое движется, ориентируясь при этом по свету Солнца или Луны, которые считаются параллельными друг другу, то направление его движения является прямой линией. Но при попытке сохранить постоянный угол по отношению к радиально расходящимся лучам искусственного источника света, направление движения неизбежно подвергается искривлению и превращается в логарифмическую спираль. В результате этого насекомое неизбежно движется к источнику света. Случайные отклонения и повороты при этом не меняют окончательного итога. Однако данная теория также не объясняет привлечение насекомых не только точечными источниками света, но и «экраном», а также почему прилетевшие насекомые могут потом улететь от источника света. Менотаксическая ориентация по лучам Солнца и Луны возникает только в особых случаях. Обычно же насекомые в природных условиях пользуются различными наземными ориентирами, обследуют привлекающие их предметы, а направление движения их полёта обычно представляет собой сложную и относительно беспорядочную кривую.
Отечественные энтомологи Борис Николаевич Шванвич и Григорий Яковлевич Бей-Биенко объясняли лёт ночных насекомых на искусственный свет следствием «светокомпасной ориентации», беря в основу гипотезу Будденброка. Они указывали на то, что для целого ряда насекомых выявлено изменение движения в зависимости от направления солнечных лучей, то есть ориентация по т. н. «солнечному компасу». Принцип явления заключается в том, что угол падения лучей на те или иные участки сложного глаза сохраняет свое постоянство на протяжении какого-то периода времени; прерванное движение возобновляется под тем же углом, но ввиду перемещения Солнца направление движения изменяется на то же число градусов.
Наиболее четко сформированная эколого-поведенческая теория, объясняющая лёт насекомых на свет, была предложена Георгием Александровичем Мазохиным-Поршняковым в 1960 году. Согласно ей свет является наиболее универсальным индикатором открытого пространства. Особую роль играет ультрафиолетовое излучение, практически не отражаемое наземными предметами, кроме водной поверхности. Случайно залетевшие в помещения насекомые, пытаясь найти выход из замкнутого пространства, часто бьются в стёкла окон. Ночью на освещенном экране насекомые ведут себя аналогичным образом. Ночью попадая в луч света, насекомое начинает воспринимать окружающую его темноту в качестве замкнутого пространства и, пытаясь найти выход из него, летит на свет. Эта теория также не объясняет, как насекомое прилетевшее к источнику света, может вновь улететь от него, а также почему не происходят подобные нарушения поведения под влиянием лунного света. Помимо этого, не все особи одного и того же вида при попадании в освещенное пространство изменяют своё поведение.
В 1967 году Владимир Борисович Чернышёв выдвинул гипотезу о том, что лёт насекомых на свет представляет собой сложное многоступенчатое явление, причем во время каждого этапа работают свои механизмы. Очевидно, что насекомые в поисках благоприятной для них освещенности ориентируются по градиенту света. Для насекомого, выходящего из своего укрытия, свет является индикатором выхода в открытое пространство. После выхода насекомого в зону с благоприятной для него освещенностью, оно начинает питаться, искать полового партнера, место для откладывания яиц и т. д. Если же насекомое мигрирует, то для него более выгодно прямолинейное направление движения, которое легко поддерживать при сохранении угла определенных омматидием глаза к лучам света. Мигрирующее насекомое может избрать в качестве ориентира искусственный источник света. В этом случае оно неизбежно приближается к нему, причем на достаточном расстоянии от источника направление движения насекомого будет относительно близким к прямолинейному и начнет резко искривляться только в случае приближения к лампе (теория Будденброка). Солнце, как и ночное небо, является источником УФ-излучения, поэтому вероятно, что в качестве ориентира насекомым будет избран источник, излучающий ультрафиолет.
Второй этап начинается при приближении насекомого на расстояние 30-10 м к источнику света. Используя в качестве ориентира естественный источник света, насекомое при движении в его сторону сталкивается с тем, что создаваемая им освещенность не изменяется. При приближении насекомого к искусственному источнику света освещенность резко возрастает, особенно на близком расстоянии от него. Резко увеличивающаяся интенсивность света «ослепляет» насекомое, вызывая нарушения ориентации и координации движений. В результате насекомое отклоняется поочерёдно то в одну, то в другую сторону, а иногда падает на землю из-за нервного шока. Таким образом, у насекомого, «ослепленного» искусственным светом, возникает реакция бегства от вероятной опасности. Данная реакция в норме автоматически направлена в сторону света, который ассоциируется с открытым пространством, куда летят насекомые в случае опасности. Таким образом, эта реакция является парадоксальной: чем ближе насекомое приближается к источнику света, тем сильнее раздражающее действие последнего; в результате насекомое, пытаясь улететь от опасности, продолжает стремиться к лампе, как к открытому пространству. Третий этап начинается в случае, когда насекомое приблизилось вплотную к источнику света и при этом не погибло. Пока оно бьется вокруг лампы, пытаясь выйти в «открытое пространство», его глаза постепенно начинают адаптироваться к свету, что вызывает спад общего возбуждения. Порой ночные насекомые воспринимают искусственное освещение, как наступление дня и принимают поблизости от него позу, характерную для дневного покоя или вообще улетают прочь. Удаление от источника света происходит по более прямолинейному направлению движения, чем при приближении к нему, при этом насекомые летят от источника света довольно медленно.